# Terquin Mott
Terquin T. Mott (Filadelfia, 30 gennaio 1974) è un ex cestista statunitense, professionista nella NBDL, in Europa, Asia e Sudamerica.

## Palmarès
- 2 volte All-CBA Second Team (1999, 2002)